# 的
「的」是漢語、日語、朝鮮語中的後綴虛詞。

## 漢語
在漢語名詞或詞組後方加上「的」，將產生詞形變化成為屬格。例如「我」本為代名詞，「我的書」則表示「書」屬於「我」。這點和英語的 's 相仿。傳統漢語語法列為助詞：用在定語後，表示詞與詞或短語之間的修飾關係。

### 讀音
在普通話和台灣華語中通常念作/tə/（拼音：de，注音符號：ㄉㄜ˙）（不考慮「目的」和「的確」等其他字義的情況）。不過在許多歌曲以及某些北方方言中發音為di（ㄉㄧ˙），包括中華人民共和國國歌《义勇军进行曲》中的7個「的」字，也全唱「di」（ㄉㄧ˙）音。

## 日語
日語後綴「／ teki」與「 no」意思不同，是接在名詞後面將其變為形容動詞的詞幹，例如（壓倒性的）、（紀錄性的）、（刺激性的）、（有魅力的）。這用法被認為是在明治時期藉由西方書籍傳入，英語 -ic 和德語 -ik 等形容詞後綴常在音譯時翻成。例如Romantic（現代日語已改用）。爾後音譯詞這件事被遺忘，變得可以接在所有名詞後方，並且多數傳入中國。
嚴謹而論中文的「的」和日文的意思仍有許多差異之處，因為日文的僅用於連接名詞，例如漢語「幸福的家庭」在日語中不是「幸福の家庭」，而是「幸福な家庭」；在日本漫畫、小說有時也會看到將中國人講的日語，把助詞換成，意思上不一定正確。